# Relazione massa-luminosità
In astrofisica la relazione massa-luminosità è un'equazione che illustra il rapporto esistente fra la massa di una stella e la sua luminosità.

## Formulazione matematica
La relazione tra le due grandezze è esprimibile con la seguente equazione:
{\displaystyle {\frac {L}{L_{\odot }}}=\left({\frac {M}{M_{\odot }}}\right)^{a}}
ove L⊙ e M⊙ sono la luminosità e la massa del Sole e 1 < a < 6. Per le stelle di sequenza principale è solitamente utilizzato il valore a = 3,5 ; tuttavia questa equazione può essere utilizzata con una buona approssimazione solo per le stelle di sequenza principale con masse 2M⊙ < M < 20M⊙, ma non è valida per le stelle giganti e per le nane bianche.
Per ottenere relazioni più precise per le varie tipologie di masse stellari occorre utilizzare le seguenti equazioni:
{\displaystyle {\frac {L}{L_{\odot }}}\approx 0,23\left({\frac {M}{M_{\odot }}}\right)^{2,3}\qquad (M<0,43M_{\odot })}
{\displaystyle {\frac {L}{L_{\odot }}}=\left({\frac {M}{M_{\odot }}}\right)^{4}\qquad \qquad (0,43M_{\odot }<M<2M_{\odot })}
{\displaystyle {\frac {L}{L_{\odot }}}\approx 1.5\left({\frac {M}{M_{\odot }}}\right)^{3,5}\qquad (2M_{\odot }<M<20M_{\odot })}
{\displaystyle {\frac {L}{L_{\odot }}}\varpropto {\frac {M}{M_{\odot }}}\qquad (M>20M_{\odot })}
Per le stelle con masse inferiori a 0,43M⊙, la convezione è l'unico meccanismo di trasporto dell'energia generata nel nucleo, sicché la relazione fra massa ed energia è molto differente rispetto a quella esistente nelle stelle con masse maggiori. Per le stelle con masse M > 20M⊙ l'incremento della luminosità all'aumentare della massa è più modesto che nelle stelle con masse inferiori, sicché la luminosità diventa proporzionale alla massa, cioè L ∝ M. È stato dimostrato che ciò è dovuto alla crescente pressione di radiazione nelle stelle massicce.
Queste equazioni sono state ricavate empiricamente studiando le stelle di cui era nota la distanza (ricavabile mediante la parallasse o altre tecniche) e, di conseguenza, la luminosità intrinseca, nonché la massa (ricavabile studiando l'orbita della stella se si trova in un sistema binario). Le stelle vengono quindi poste in un diagramma massa-luminosità. Quando nel diagramma c'è un numero sufficiente di valori, le stelle si dispongono lungo una retta in una scala logaritmica ed è pertanto possibile misurarne la pendenza che corrisponde al valore di a.
La relazione massa-luminosità è importante in quanto può essere utilizzata per calcolare la distanza di un sistema binario troppo lontano perché possa essere utilizzato il metodo della parallasse utilizzando il metodo di calcolo noto come "parallasse dinamica". Questo metodo suppone inizialmente che le masse delle stelle che formano il sistema binario siano uguali a quella del Sole; a questo punto vengono utilizzate le leggi di Keplero per calcolare la distanza fra le due stelle. Data questa distanza e la distanza apparente fra le stelle nel cielo, può essere facilmente ricavata in via preliminare la distanza del sistema dalla Terra. Da questa distanza e dalla magnitudine apparente delle stelle del sistema è ricavabile la loro magnitudine assoluta. A questo punto è possibile applicare la relazione massa-luminosità per calcolare le masse delle due stelle. Dato questo risultato, il processo può riprendere: tramite le leggi di Keplero si ricalcola la distanza fra le due stelle e, tramite questa, la distanza delle stelle dalla Terra, per ottenere alla fine una nuova misura delle masse. Il processo può essere iterato molte volte finché non si raggiunge un'accuratezza entro il 5%.
La relazione tra massa e luminosità può essere anche utilizzata per calcolare il tempo di permanenza di una stella all'interno della sequenza principale, dato che tale tempo è proporzionale al rapporto M/L. Infatti, il tempo di permanenza sarà proporzionale alla massa, cioè alla quantità di combustibile nucleare disponibile, e inversamente proporzionale alla luminosità, cioè al consumo di tale carburante. Poiché la luminosità è approssimativamente proporzionale alla terza potenza e mezza della massa, se ne ricava che le stelle massicce hanno una esistenza più corta di quelle meno massicce.